# كاتي جاي ستون
كاتي جاي ستون (بالإنجليزية: Katie Johnson) هي ممثلة أمريكية، ولدت في 3 أبريل 1986 في تايبيه في تايوان.